# یرکبولان شینالیف
یرکبولان شینالیف (انگلیسی: Yerkebulan Shynaliyev؛ زادهٔ ۷ اکتبر ۱۹۸۷) بوکسور اهل قزاقستان است.